# Standardowa dawka alkoholu
Standardowa dawka alkoholu, standardowa porcja alkoholu, standardowa jednostka alkoholu (SJA) – 10 g (lub 12,5 ml) czystego alkoholu etylowego (etanolu).
Dawka ta, w przeliczeniu na najczęściej spożywane rodzaje napojów alkoholowych wynosi:
- 200 g piwa 5%
- 100 g wina 10%
- 25 g wódki 40%.

Biorąc pod uwagę, że napoje alkoholowe zwyczajowo sprzedawane są na miary objętościowe (litry lub mililitry) – wartości alkoholu w typowych jednostkach handlowych wynoszą: 
- 330 ml piwa (małe piwo) 4,5% to 14,85 ml/11,9 g alkoholu etylowego (1,19 SJA),
- 500 ml piwa (duże piwo) 4,5% to 22,5 ml/18 g alkoholu (1,8 SJA),
- 175 ml wina (kieliszek) 12% to 21 ml/16,8 g alkoholu (1,68 SJA),
- 50 ml wódki 40% to 20 ml/16 g alkoholu (1,6 SJA).

Picie alkoholu w małych lub umiarkowanych ilościach (ok. 0,25–1,5 SJA) wiąże się z mniejszym ryzykiem zdarzeń sercowo-naczyniowych. Krzywa ryzyka ma kształt litery J, co oznacza, że zwiększanie spożycia alkoholu powoduje szybki wzrost ryzyka. Dawką graniczną jest 1,25 SJA dla kobiet i 2,5 SJA dla mężczyzn. Spożywanie >6 SJA powoduje znaczący wzrost ryzyka zdarzeń sercowo-naczyniowych.
Za picie ryzykowne uznaje się spożywanie powyżej 6 standardowych porcji alkoholu dziennie. W przypadku stwierdzenia stłuszczenia wątroby, klasyfikuje się je jako niealkoholową stłuszczeniową chorobę wątroby (NAFLD), jeśli dana osoba spożywa mniej niż 30 g alkoholu dziennie (mężczyźni) lub 20 g (kobiety). 
W przypadku wystąpienia faktycznych szkód zdrowotnych, zarówno psychicznych jak fizycznych, mówi się o piciu szkodliwym.